# 俯卧撑

标准俯卧撑

俯卧撑（英語：或）是常見的健身運動，主要鍛鍊上肢、腰部及腹部的肌肉，尤其是胸肌。
俯卧撑主要锻炼的肌肉群有胸大肌和肱三头肌，同时还锻炼三角肌前束、前锯肌和喙肱肌及身体的其他部位。俯卧撑在日常锻炼、体育课和军事体能训练中是一项基本训练。

## 类型
标准的俯卧撑要求背部和双腿伸直且离开地面，而除了标准型，还有一些不同类型的俯卧撑，如双手二指（拇指和食指）俯卧撑和肘尖指向身体后方弯曲的俯卧撑。这两种俯卧撑着重於锻炼肱三头肌而不是胸肌。当两只手不在同一水平面上，俯卧撑也能锻炼身体核心部位（整个腰腹肌肉群）。如果将脚或手分别垫高，那么锻炼的部位分别是上胸肌和下胸肌。在任何一种俯卧撑中，训练者都要抬起其自身重量的75%以上。

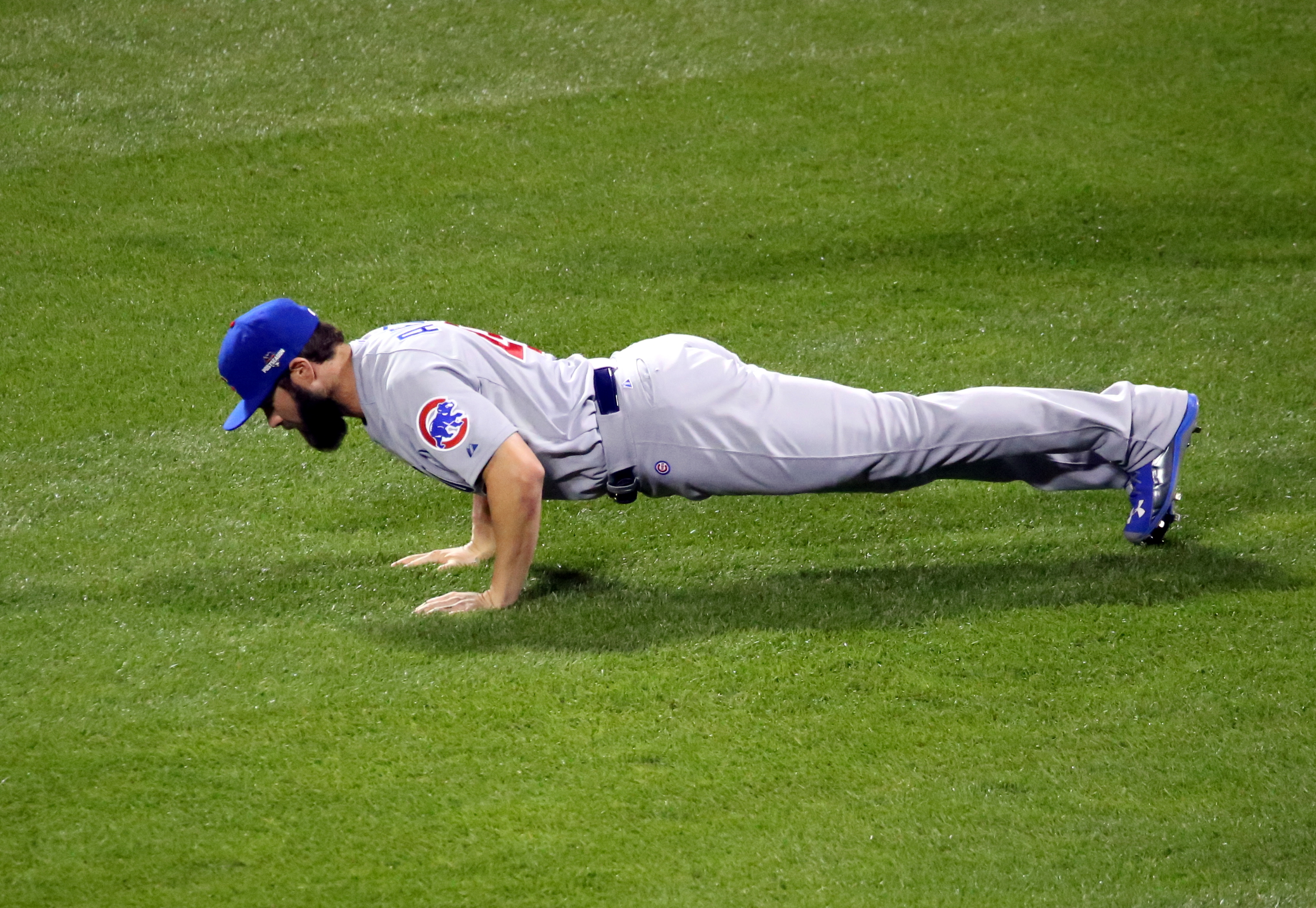
伏地挺身的側面照

俯卧撑是一项可随意定制和调整强度的运动，如人们可以把一只手放在高台上，另一只手放在地上做俯卧撑；或者将双手与身体成不等距，这两种形式都可以增加单臂或单侧身体的训练强度，而且可以锻炼各种不同部位的肌肉。如果要增加难度，训练者可以用五指指尖撑地甚至单指做俯卧撑，或者单手以及负重做俯卧撑。

### 简单版俯卧撑
简单版俯卧撑可以减少身体的支撑重量，更为省力。训练者可以做完标准俯卧撑后做简单版俯卧撑。
扶墙俯卧撑是面对墙壁，推墙以做双臂屈伸；要增加难度，可以离墙远些站立。
还有一种俯卧撑是用膝盖而不是脚支撑下身，也可以降低难度。

### 中國式伏地挺身
傳統中國武術鍛鍊亦很重視俯卧撑，少林派稱為卧虎功、鐵牛耕地、龍式種務，武當派功夫稱龍腿功，不同的是加入了以指爪作俯卧撑。有時手在胸口還要併攏為心型（俗稱「心型伏地挺身」），以訓練上臂外側的肌肉，在日本稱之為小基點，即雙手食母指併攏成三角形，其用意同上。

### 印度式俯卧撑

印度式俯卧撑

印度俯卧撑在印度体育文化和印度武术，特别是在印度式摔角中是一种很常见的训练方式，其常规训练中就包括印度深蹲、印度俯卧撑和棍棒操。印度俯卧撑可以提高人体的力量、耐力和关节的灵活性，也是李小龙的常规训练之一。
印度俯卧撑和印度深蹲配合训练对脊柱有益，因为这两项训练可以放松脊椎，并且可以强壮脊椎，以应对直立姿势对脊椎施加的外力。
2000年，美国运动医学学院（ACSM）推荐了一种测试上体肌肉系统耐受力的俯卧撑。以男性测试为例，先保持印度俯卧撑姿势，直背抬头，手分开撑地同肩宽，然后身体下降并使下頜触垫，而腹部不能碰到垫子。

### 俄國式俯卧撑
俄式俯卧撑是一种难度极大的俯卧撑，要求训练者只能用手撑地，而身体的其他部位，包括脚都要离开地面。这种俯卧撑需要身体的重心向前倾斜，并且将双腿悬空，因此需要极大的力量。

### 拳面俯卧撑
拳面俯卧撑最初是拳击手戴着拳套撑地进行俯卧撑训练，现在发展到不戴拳套也可进行，因此训练者需要用指关节着地，手腕也不弯曲。在一些武术项目，如跆拳道和空手道中也采用这种俯卧撑。

### 超等长力量训练

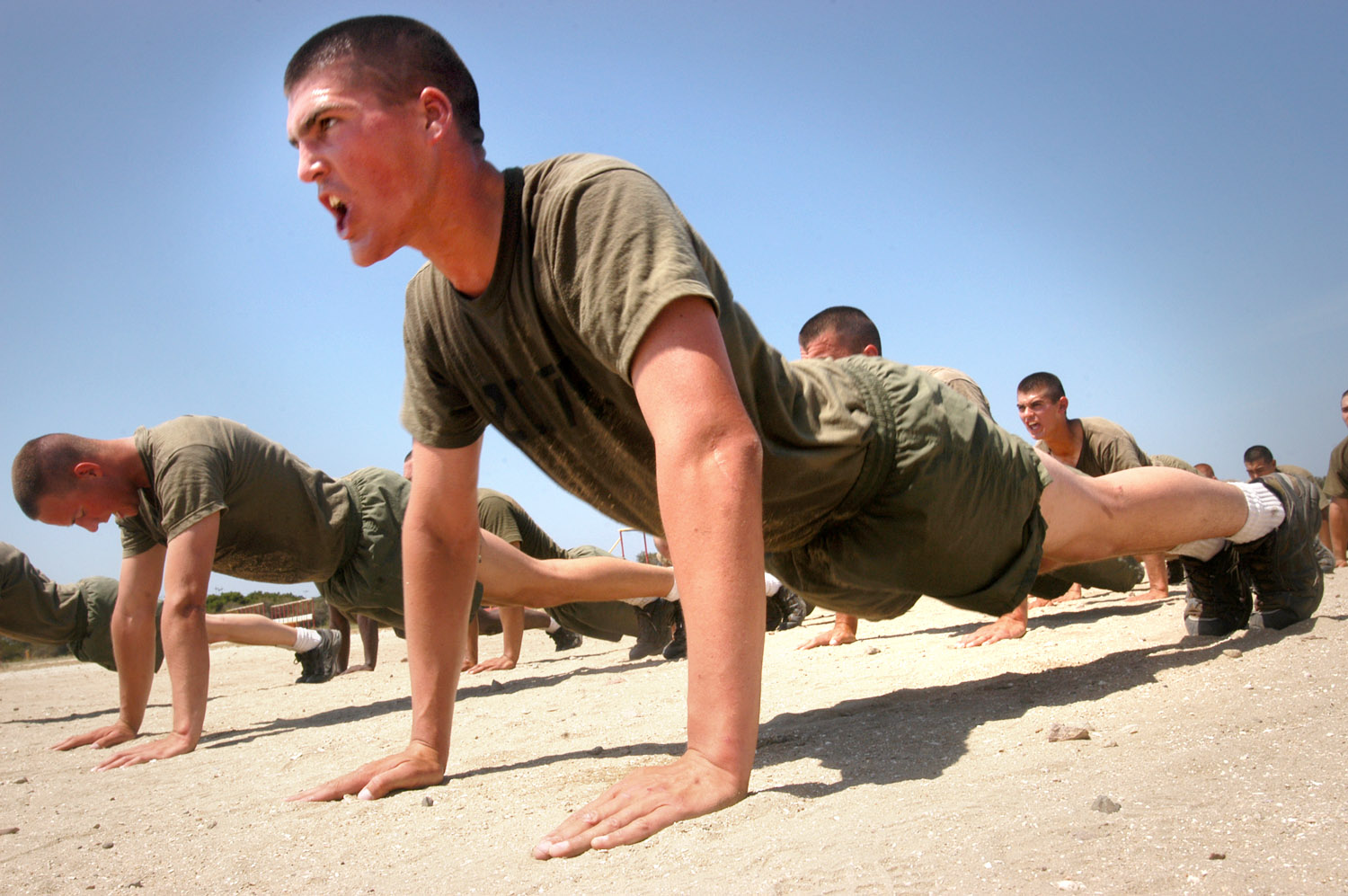
美国海军陆战队的俯卧撑训练

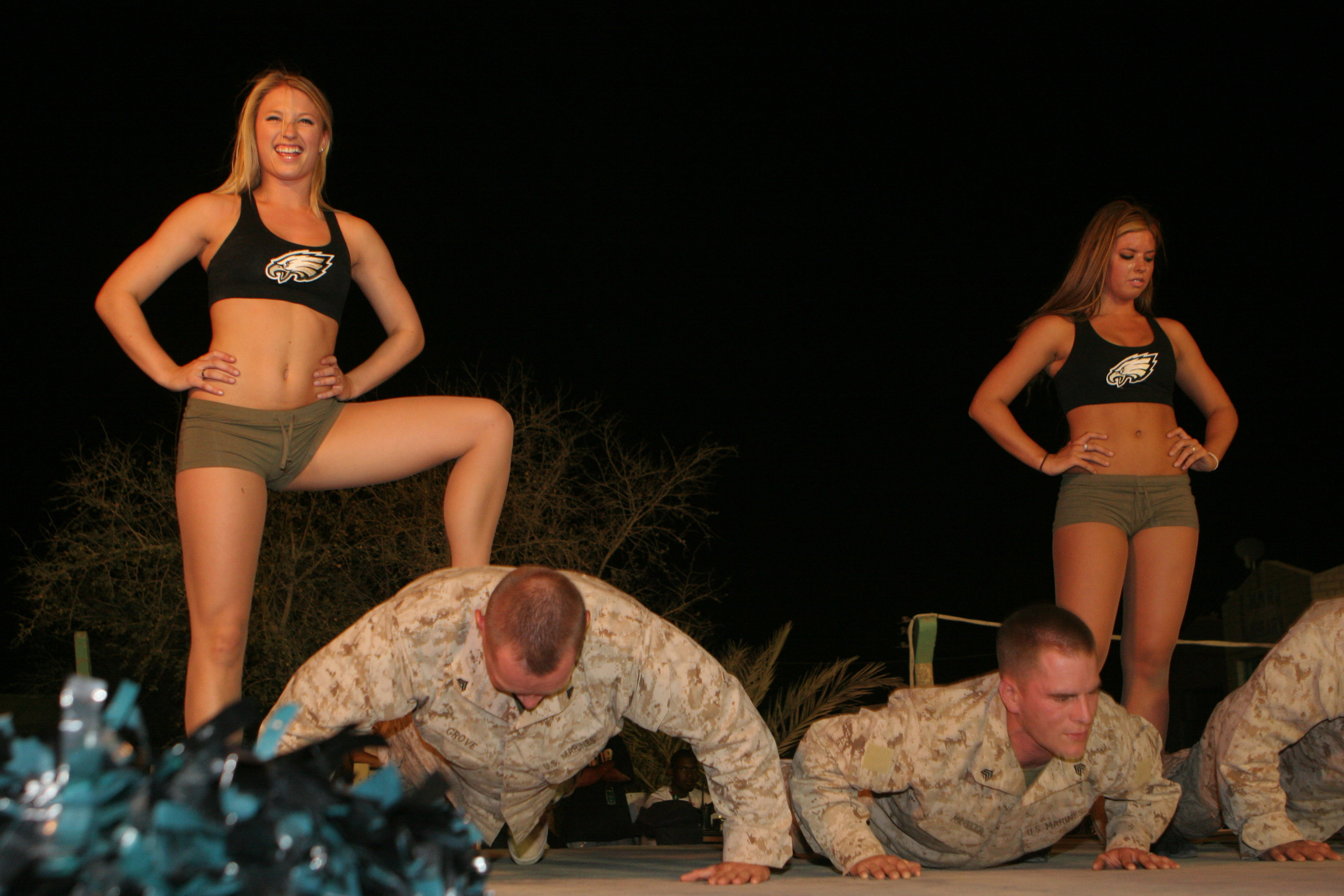
伊拉克美軍勞軍活動結合俯卧撑節目

击掌俯卧撑是一种超等长力量训练，需要用爆发力推手使身体腾空足够的时间，同时击掌一次或多次，在落下之前双手回到原位。
另外一种属于超等长力量训练的俯卧撑称作腾空俯卧撑，需要把两个手垫放在受训者身体两侧。首先把双手放在两个手垫上支撑身体，然后受训者双手离开手垫使身体下落，落地後用爆发力做一个俯卧撑，然后舒展躯干和双臂弹回手垫，双手回到起始位置。
还有一种俯卧撑是腾空俯卧撑的变形，做法是快速做俯卧撑，用足够的爆发力使身体腾空数厘米，并保持片刻。
俯卧撑也常被用作健康测试或者温和的体罚，或者是展示自己的强壮身体，亦或是表示屈服。
在竞技运动中，尤其是在训练中，有时也会使用一些作弄人的俯卧撑类型作为训练内容，如让受训者在泥地、雪地和土地里脱掉衣服做俯卧撑，或是在受训者的背上放重物（比如在背上放一个装满水的玻璃杯，如果失去平衡玻璃杯就会摔碎），甚至是踩住受训者的背部。有时也会要求受训者使用指关节或是几根手指撑地做俯卧撑。

## 世界纪录
目前由Bijender Singh在保持的世界纪录是1小时最多做了3877个双手手背俯卧撑，而连续做俯卧撑最多达到4613个的世界纪录，是由日本人吉田實在1980年10月创造。